# تیلور ساندر
تیلور ساندر (انگلیسی: Taylor Sander؛ زادهٔ ۱۷ مارس ۱۹۹۲) بازیکن والیبال ساحلی اهل آمریکا و عضو سابق تیم ملی والیبال ایالات متحده آمریکا و باشگاه اسکرا بلچاتوف  لهستان  است. تیلور برای اولین بار در سال ۲۰۱۱ به تیم ملی بزرگسالان دعوت شد و بعد از آن خط خورد اما دوباره در سال ۲۰۱۴ به تیم ملی والیبال آمریکا دعوت شد و در همین سال با درخشش خود به عنوان باارزشترین بازیکن لیگ جهانی ۲۰۱۴ انتخاب شد. وی به همراه دیگر بازیکنان آمریکا که در ترکیب فیکس تیم حضور داشت به مدال برنز المپیک دست یافت.
او بخاطر ارتفاع اسپک بالا در باشگاه ساداکروزیرو برزیل نیز بازی کرده است.